# Archangai-Aimag

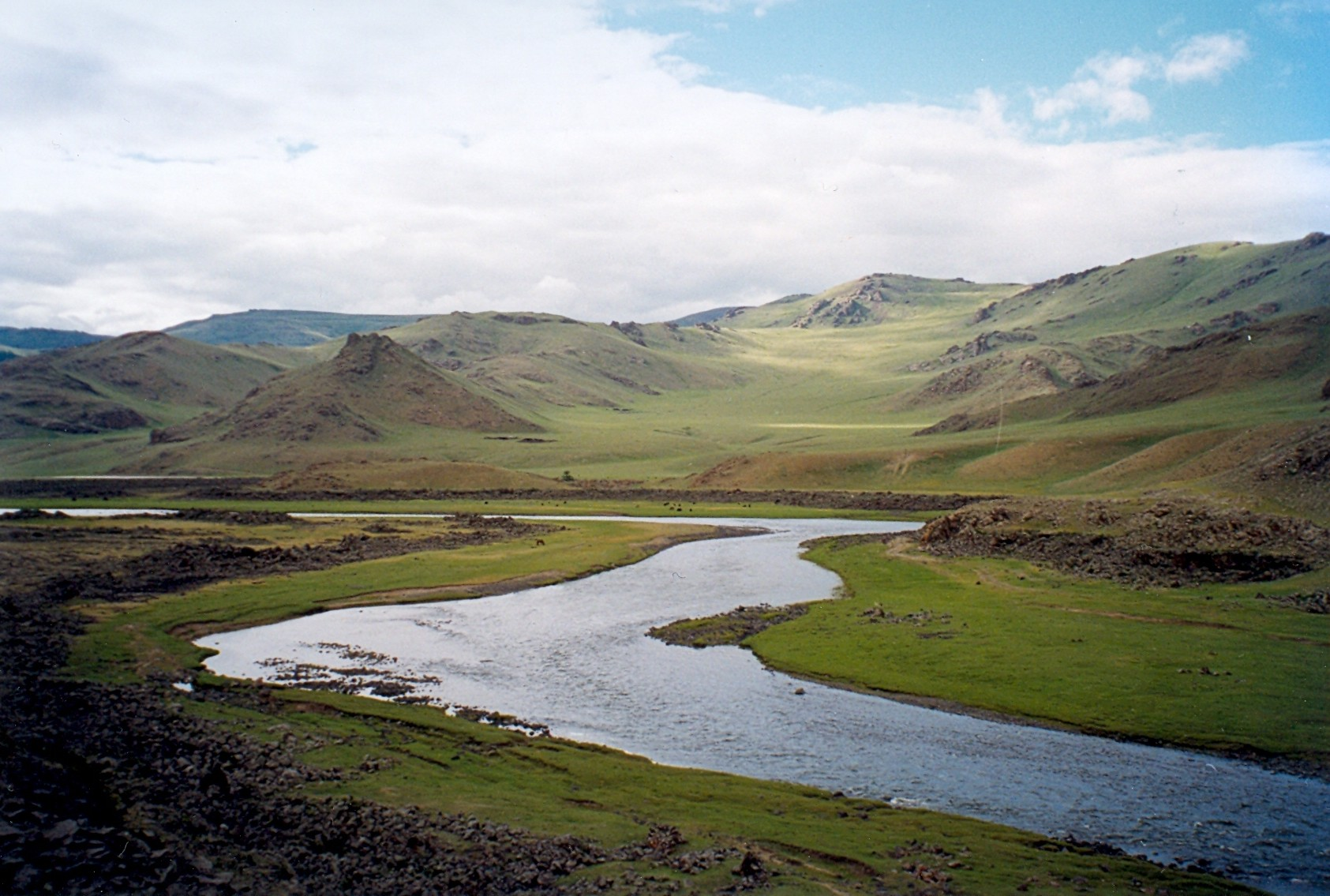

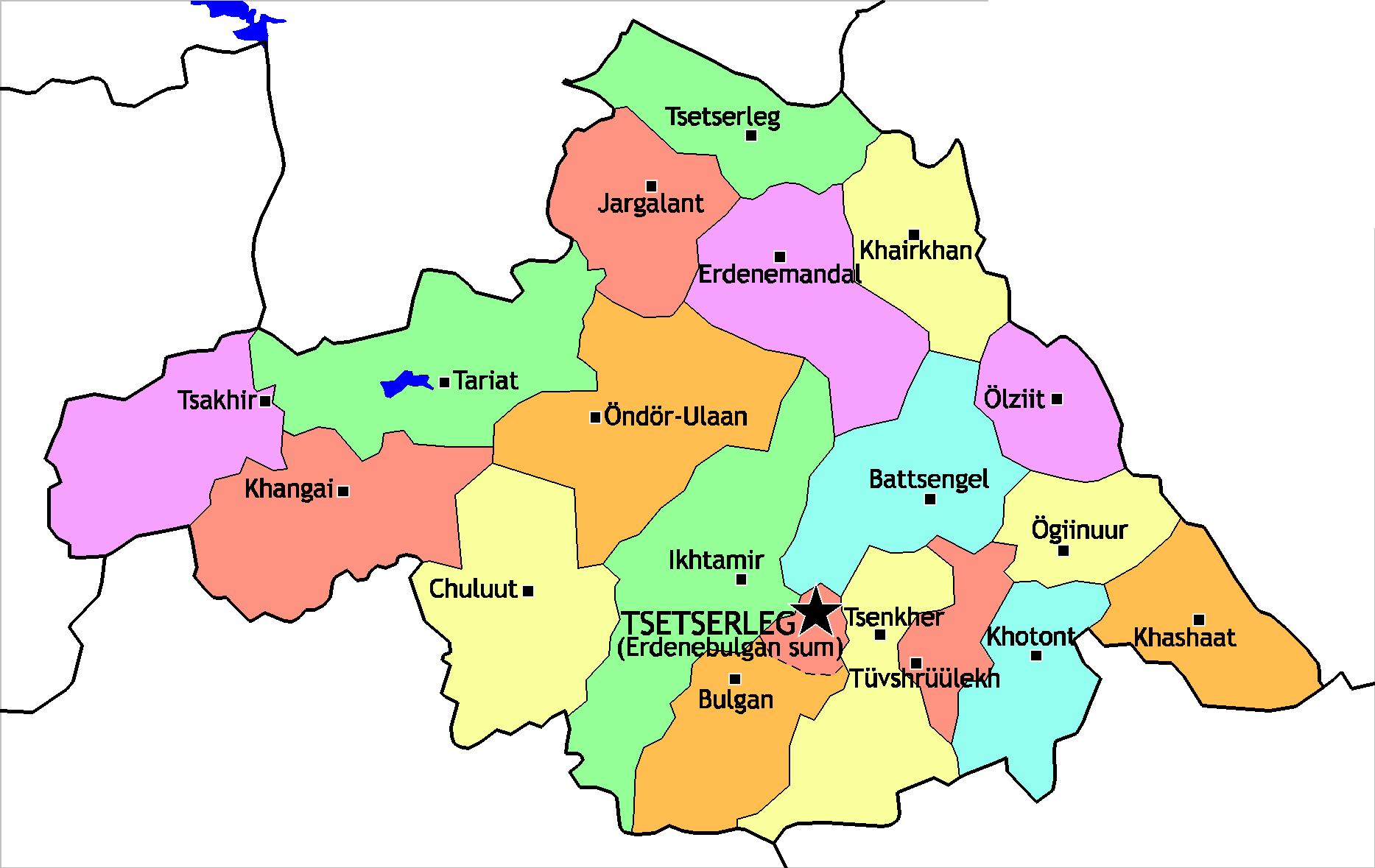
Sum-urile din Archangai-Aimag

Archangai-Aimag mongolă Архангай Аймаг este un aimag (provincie) în Mongolia centrală. Numele provinciei „Archangai” înseamnă în limba mongolă "Nord-Changai", aceasta se referă la poziția geografică a ei la nord de munții Changai.